# Cindy Landry
Cindy Landry (1972) é uma ex-patinadora artística canadense. Ela conquistou com Lyndon Johnston uma medalha de prata em campeonatos mundiais, uma medalha de prata no Skate Canada International, uma medalha de ouro no Nebelhorn Trophy e foi campeã do campeonato nacional canadense.

## Principais resultados

### Duplas com Lyndon Johnston
| Campeonato Mundial         | Medalha de prata | 9.ª              |  |  |  |  |  |  |  |  |  |  |  |  |  |
| Nebelhorn Trophy           | Medalha de ouro  |                  |  |  |  |  |  |  |  |  |  |  |  |  |  |
| Skate Canada International |                  | Medalha de prata |  |  |  |  |  |  |  |  |  |  |  |  |  |
| Nacional                   |                  |                  |  |  |  |  |  |  |  |  |  |  |  |  |  |
| Campeonato Canadense       | Medalha de prata | Medalha de ouro  |  |  |  |  |  |  |  |  |  |  |  |  |  |
|                            |                  |                  |  |  |  |  |  |  |  |  |  |  |  |  |  |

### Duplas com Sylvain Lalonde
| Campeonato Canadense – Júnior |                   | Medalha de ouro |  |  |  |  |  |  |  |  |  |  |  |  |  |
| Campeonato Canadense – Noviço | Medalha de bronze |                 |  |  |  |  |  |  |  |  |  |  |  |  |  |
|                               |                   |                 |  |  |  |  |  |  |  |  |  |  |  |  |  |